# Ahaetulla
Ahaetulla is een geslacht van slangen uit de familie toornslangachtigen (Colubridae) en de onderfamilie Ahaetuliinae.

## Naam en indeling
De wetenschappelijke naam van het geslacht werd in 1807 voorgesteld door Johann Heinrich Friedrich Link. Er zijn tien soorten, inclusief de pas in 2019 beschreven soort Ahaetulla laudankia.

## Uiterlijke kenmerken
Soorten in dit geslacht worden soms twijgslangen of zweepslangen genoemd, naar hun zeer dunne lichaam en helder groene kleur. Twijgslangen leven meestal in bomen in bossen en hebben een voor de reptielen uniek kenmerk; ze hebben binoculair zicht doordat de ogen zich tegelijkertijd op hetzelfde punt kunnen richten. De pupil heeft een vorm die lijkt op een sleutelgat en hieraan zijn twijgslangen gemakkelijk te onderscheiden van alle andere slangen.

## Verspreiding en habitat
Van dit geslacht komen vertegenwoordigers voor in grote delen van Azië, ze leven in de landen Bangladesh, Bhutan, Brunei, Cambodja, China, de Filipijnen, Indonesië, India, Laos, Maleisië, Myanmar, Nepal, Singapore, Sri Lanka, Thailand en Vietnam. De soort met het grootste verspreidingsgebied is Ahaetulla prasina; die in vrijwel geheel Azië is te vinden.
De habitat bestaat uit vochtige en droge tropische en subtropische bossen, zowel in laaglanden als gebergten, tropische en subtropische graslanden en in landelijke tuinen.

## Beschermingsstatus
Door de internationale natuurbeschermingsorganisatie IUCN is aan zeven soorten een beschermingsstatus toegewezen. Vijf soorten worden beschouwd als 'veilig' (Least Concern of LC), een soort als 'gevoelig' (Near Threatened of NT) en een soort als 'bedreigd' (Endangered of EN).

### Soorten
Het geslacht omvat de volgende soorten, met de auteur en het verspreidingsgebied.
| Naam                            | Auteur                                             | Verspreidingsgebied |
| ------------------------------- | -------------------------------------------------- | --- |
| Ahaetulla anomala               | Annandale, 1906                                    | Bangladesh |
| Ahaetulla dispar                | Günther, 1864                                      | India |
| Ahaetulla fasciolata            | Fischer, 1885                                      | Indonesië, Brunei, Maleisië, Singapore, Thailand                                                                                         |
| Ahaetulla fronticincta          | Günther, 1858                                      | Myanmar |
| Ahaetulla laudankia             | Deepak, Narayanan, Sarkar, Dutta & Mohapatra, 2019 | India |
| Ahaetulla mycterizans           | Linnaeus, 1758                                     | Indonesië, Thailand, Maleisië, Singapore, Myanmar, mogelijk in Laos                                                                      |
| Snuffelslang (Ahaetulla nasuta) | Bonnaterre, 1790                                   | India, Nepal, Sri Lanka, Myanmar, Thailand, Cambodja, Vietnam, Bhutan, mogelijk in Bangladesh                                            |
| Ahaetulla perroteti             | Duméril, Bibron & Duméril, 1854                    | India |
| Ahaetulla prasina               | Boie, 1827                                         | India, Bhutan, Myanmar, Thailand, Cambodja, Laos, Vietnam, Maleisië, Singapore, China, Indonesië, Bangladesh, Bhutan, Brunei, Filipijnen |
| Ahaetulla pulverulenta          | Duméril, Bibron & Duméril, 1854                    | India, Bangladesh, Sri Lanka |